# Tower East
Tower East (en español: Torre Este) es un edificio de oficinas y bloque de apartamentos ubicado en Shaker Heights, Ohio. Mide 49 m de altura convirtiéndolo en el edificio más alto de la ciudad. 
Tower East fue el último edificio diseñado en Estados Unidos por el arquitecto Walter Gropius, que lo diseñó colaborando con he Architect's Collaborative (TAC).
BGK Equities de Santa Fe, Nuevo México, adquirió el edificio por $12.68 millones en 2000. En 2015, fue vendido a E2G, una filial del Equity Engineering Group, Inc.
El edificio fue añadido en el Registro Nacional de Sitios Históricos en 2014.